# ارس باریک
ارس باریک (نام علمی: Juniperus gracilior) نام یک گونه از سرده ارس است.